# Ratpenat de sacs alars de Kappler
El ratpenat de sacs alars de Kappler (Peropteryx kappleri) és una espècie de ratpenat que es troba al Brasil, Colòmbia, l'Equador, Guyana, la Guaiana Francesa, el Perú, Surinam i Veneçuela.